# Heterocongrinae
Sous-famille
La sous-famille des Heterocongrinae (ou Heterocongridae) comporte deux genres comprenant plusieurs espèces de poissons appelés hétérocongres, anguilles jardinières, anguilles de jardin ou anguilles tubicoles.

## Description

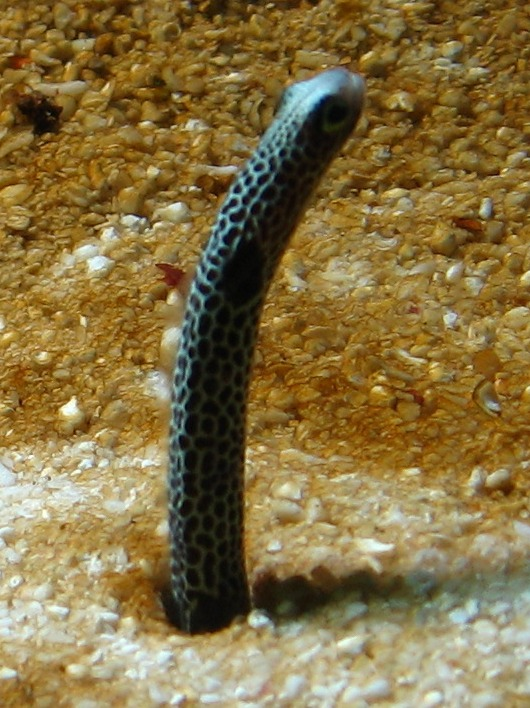
Heteroconger hassi

Ces poissons longs et minces (une quarantaine de centimètres maximum et une quinzaine de millimètres de diamètre environ) ont la particularité de vivre à demi enfouis dans un tunnel vertical, creusé dans une pente sableuse, enduit de mucus sécrété par l'épiderme de l'animal. La pointe de leur queue est modifiée de sorte qu'ils sont solidement ancrés au substrat ; ils ne sortent jamais complètement de leur trou, même pour se reproduire. Leurs yeux leur offrent une vision binoculaire, leur ligne latérale est modifiée[évasif], et ils possèdent des organes sécréteurs de mucus sur leur épiderme. Au moindre mouvement, ils se cachent dans leur terrier. La tête en avant, ils capturent le zooplancton apporté par le courant grâce à leur bouche retroussée. Ils vivent en colonies (appelées jardins) atteignant souvent plusieurs centaines d'individus, qui se placent généralement à égale distance les uns des autres. Il arrive que de tels « jardins » comprennent plusieurs espèces d'hétérocongres différentes.

## Distribution
Ces poissons habitent dans les eaux chaudes de l'océan Indien, de l'océan Pacifique, de l'océan Atlantique et de la mer Rouge. On a trouvé des colonies de 1 mètre jusqu'à plus de 300 mètres de profondeur – elles sont cependant rares au-delà de 200 mètres, la lumière étant trop faible pour permettre aux hétérocongres de voir leurs proies[réf. nécessaire]. La taille des colonies augmente avec la profondeur.
Les colonies d'hétérocongres sont toujours implantées sur des pentes sablonneuses exposées au courant, de sorte qu'ils peuvent constamment capturer leurs proies, mais toujours à l'abri des vagues.

## Reproduction
Les hétérocongres se reproduisent de manière sexuée. Ils ne quittent pas leur terrier pour la reproduction. Lorsqu'ils fraient, les mâles et les femelles les plus proches entrelacent leurs corps, puis libèrent du sperme et des ovules dans l'eau. Les œufs, une fois fécondés, deviennent des larves leptocéphales, qui, dès qu'elles sont juvéniles, rejoignent la colonie et créent leur terrier à la périphérie, de sorte que le jardin s'agrandit sans cesse.

## En plongée
Il est difficile pour un plongeur de photographier des hétérocongres, car ces derniers perçoivent les vibrations causées par les bulles d'air relâchées par les plongeurs et rentrent aussitôt dans leur terrier.

## Liste des genres et espèces
Cette sous-famille comprend deux genres (35 espèces) :
| Genre Gorgasia Meek et Hildebrand, 1923 - Gorgasia barnesi Robison & Lancraft, 1984 - Gorgasia cotroneii D'Ancona, 1928 - Gorgasia galzini Castle & Randall, 1999 - Gorgasia hawaiiensis Randall & Chess, 1980 - Gorgasia inferomaculata Blache, 1977 - Gorgasia japonica Abe, Miki & Asai, 1977 - Gorgasia klausewitzi Quéro & Saldanha, 1995 - Gorgasia maculata Klausewitz & Eibl-Eibesfeldt, 1959 - Gorgasia maculatus Klausewitz & Eibl-Eibesfeldt, 1959 - Gorgasia naeocepaea Böhlke, 1951 - Gorgasia naeocepaeus Böhlke, 1951 - Gorgasia obtusa Garman, 1899 - Gorgasia preclara Böhlke & Randall, 1981 - Gorgasia punctata Meek & Hildebrand, 1923 - Gorgasia sillneri Klausewitz, 1962 - Gorgasia taiwanensis Shao, 1990 - Gorgasia thamani Greenfield & Niesz, 2004 | Genre Heteroconger Bleeker, 1868 - Heteroconger balteatus Castle et Randall, 1999 - Heteroconger camelopardalis Lubbock, 1980 - Heteroconger canabus Cowan et Rosenblatt, 1974 - Heteroconger chapmani Herre, 1923 - Heteroconger cobra Böhlke et Randall, 1981 - Heteroconger digueti Pellegrin, 1923 - Heteroconger enigmaticus Castle et Randall, 1999 - Heteroconger hassi Klausewitz et Eibl-Eibesfeldt, 1959 - Heteroconger klausewitzi Eibl-Eibesfeldt et Köster, 1983 - Heteroconger lentiginosus Böhlke et Randall, 1981 - Heteroconger longissimus Günther, 1870 - Heteroconger luteolus Smith, 1989 - Heteroconger obscurus Klausewitz et Eibl-Eibesfeldt, 1959 - Heteroconger pellegrini Castle, 1999 - Heteroconger perissodon Böhlke et Randall, 1981 - Heteroconger polyzona Bleeker, 1868 - Heteroconger taylori Castle et Randall, 1995 - Heteroconger tomberua Castle et Randall, 1999 - Heteroconger tricia Castle et Randall, 1999 |

## Galerie

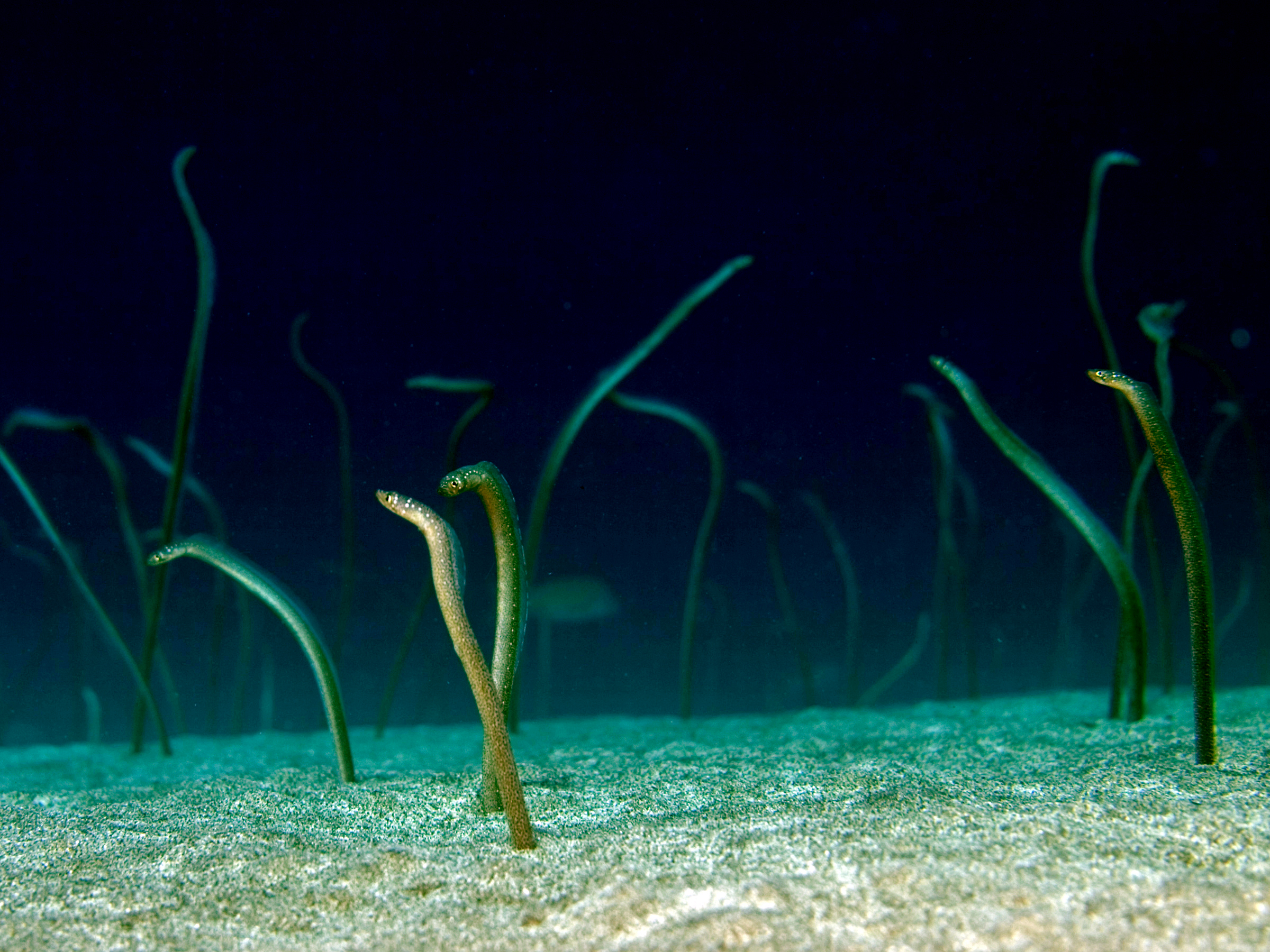
Gorgasia barnesi
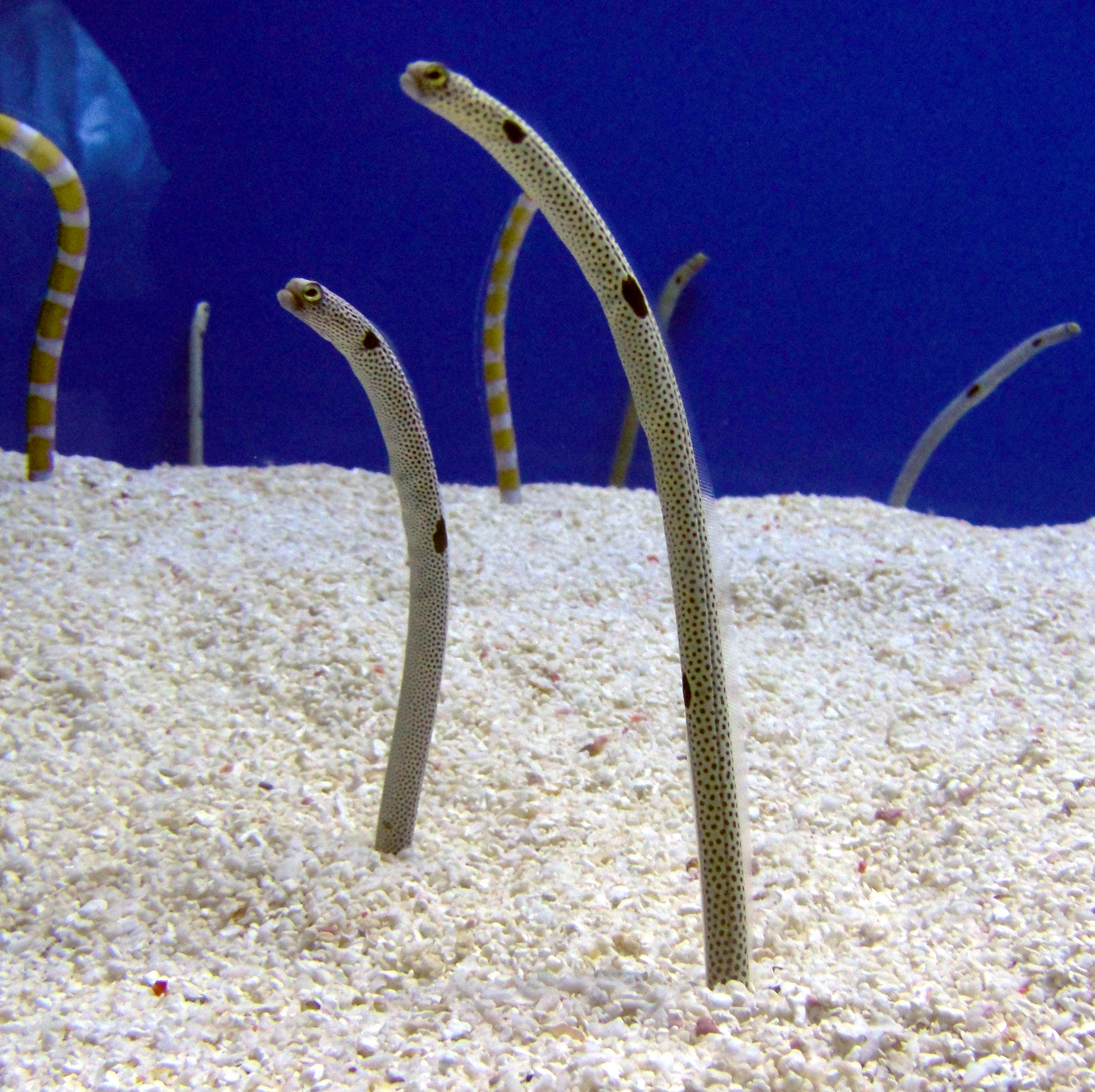
Gorgasia preclara
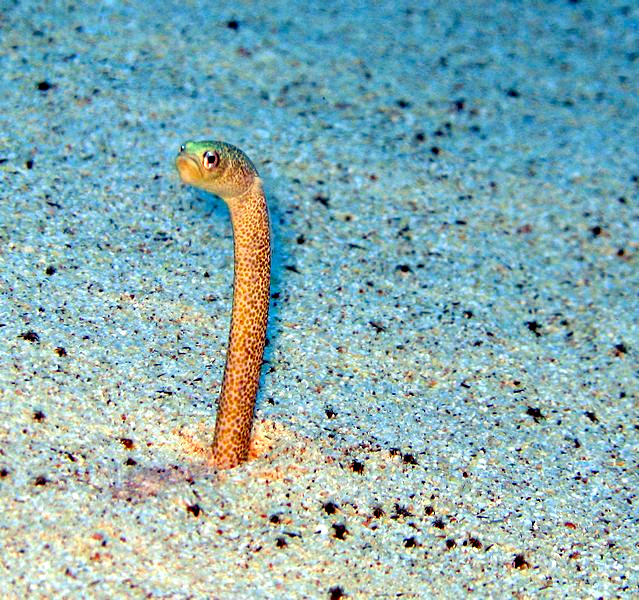
Gorgasia sillneri
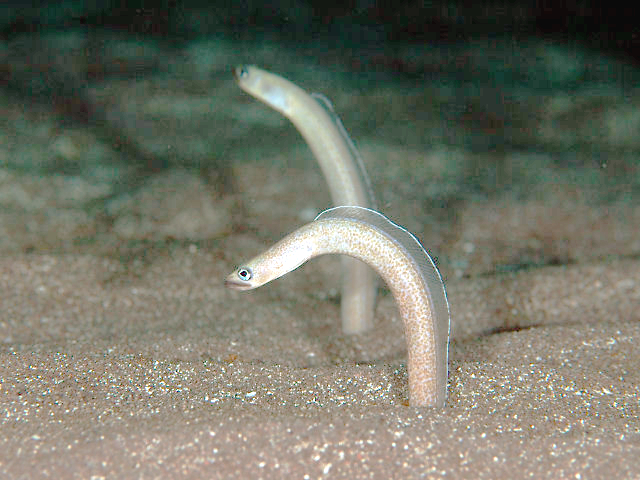
Gorgasia taiwanensis
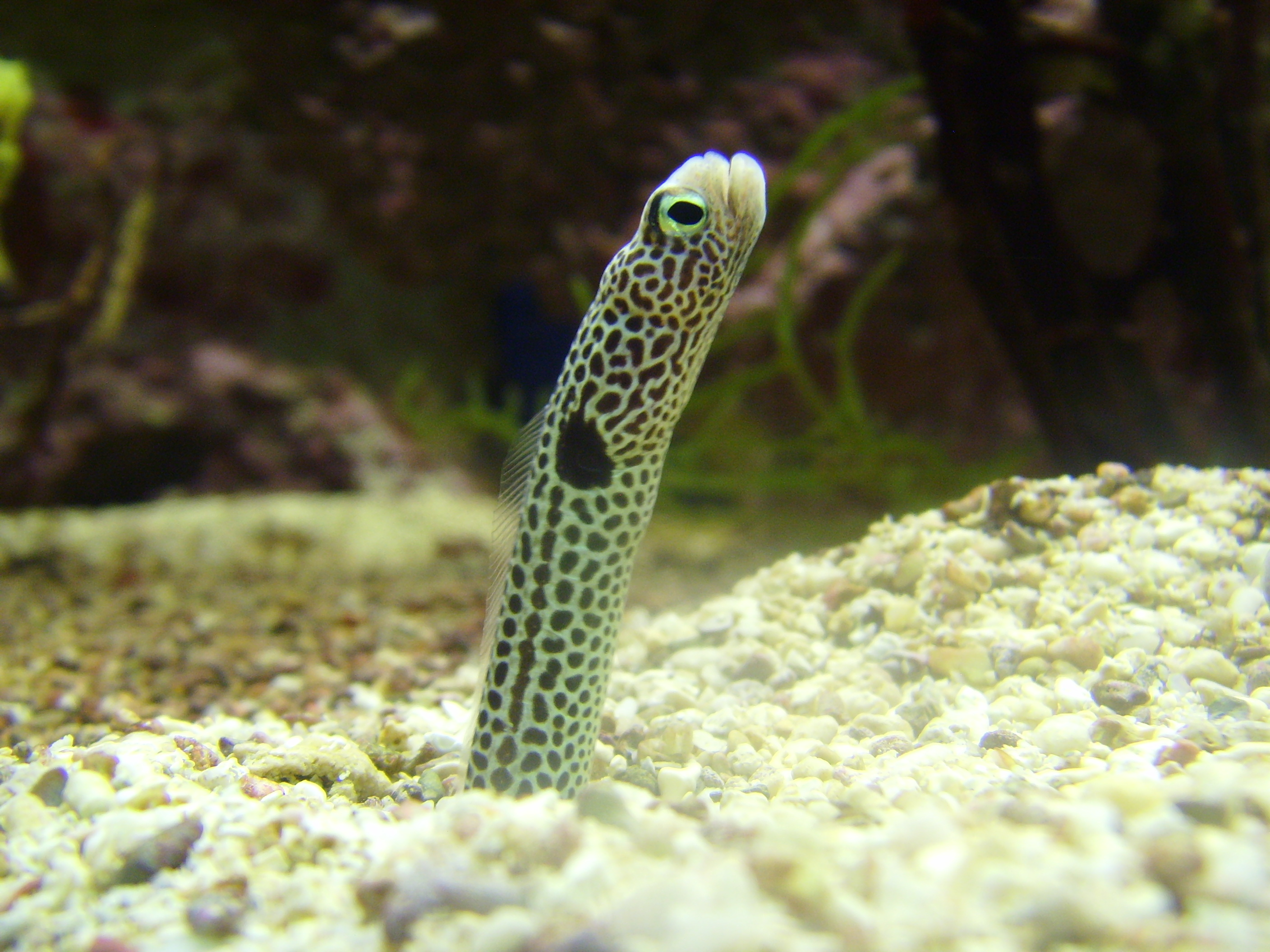
Heteroconger hassi
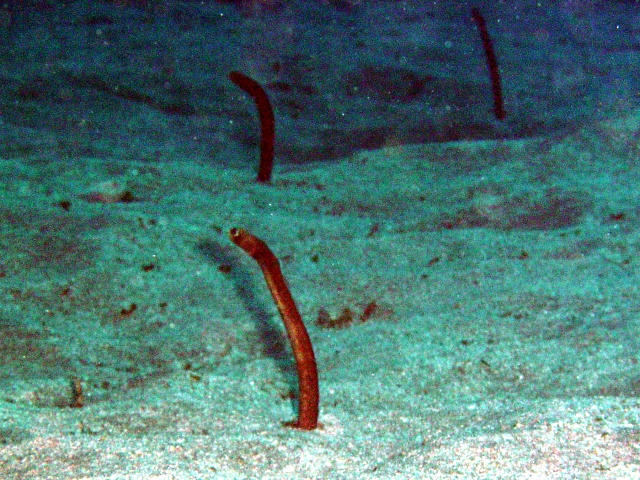
Heteroconger longissimus
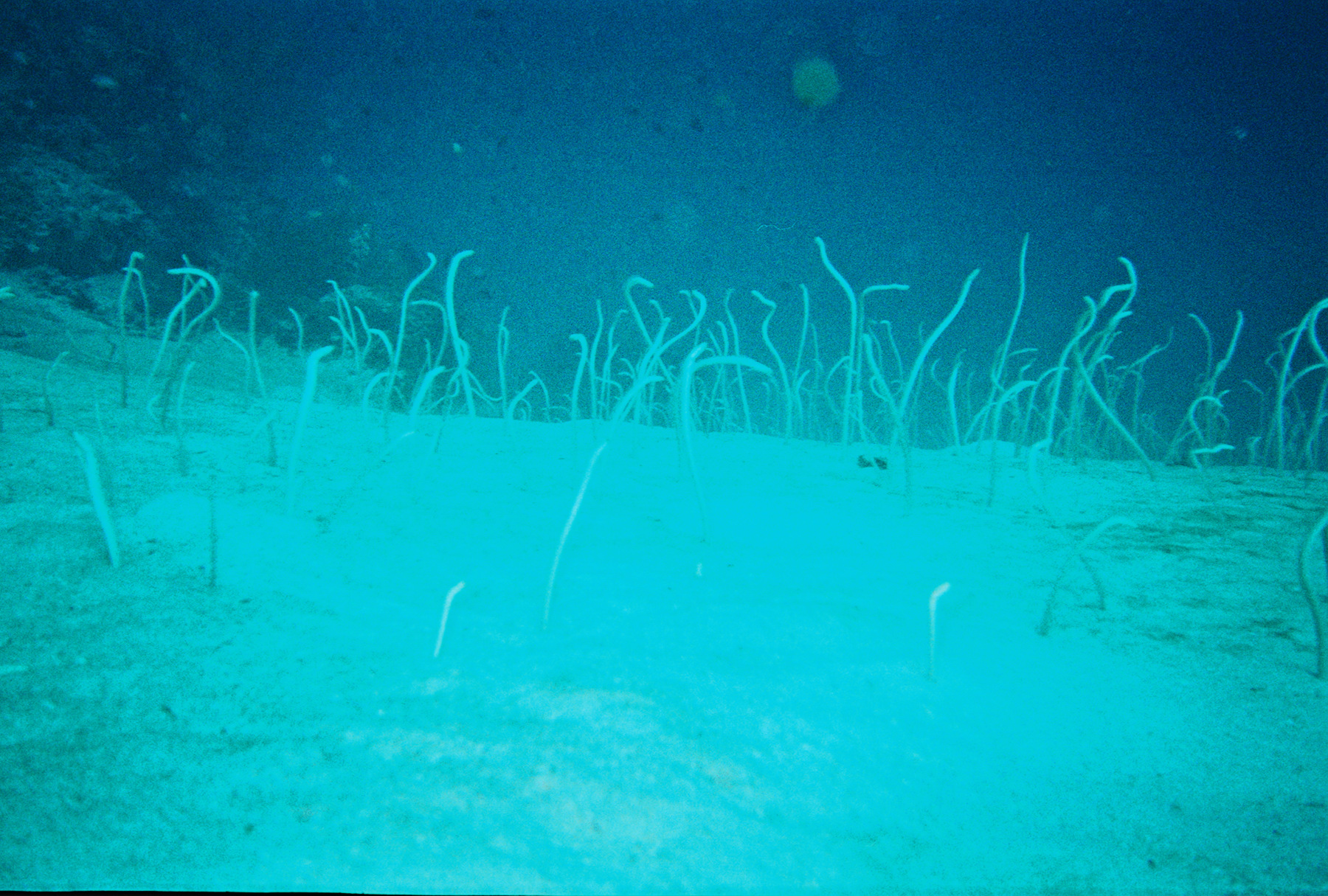
Espèce non identifiée photographiée au large de Bali, Indonésie. Les spécimens de ce cliché sont libres; tous les autres de cette page sont captifs d'aquariums publics.
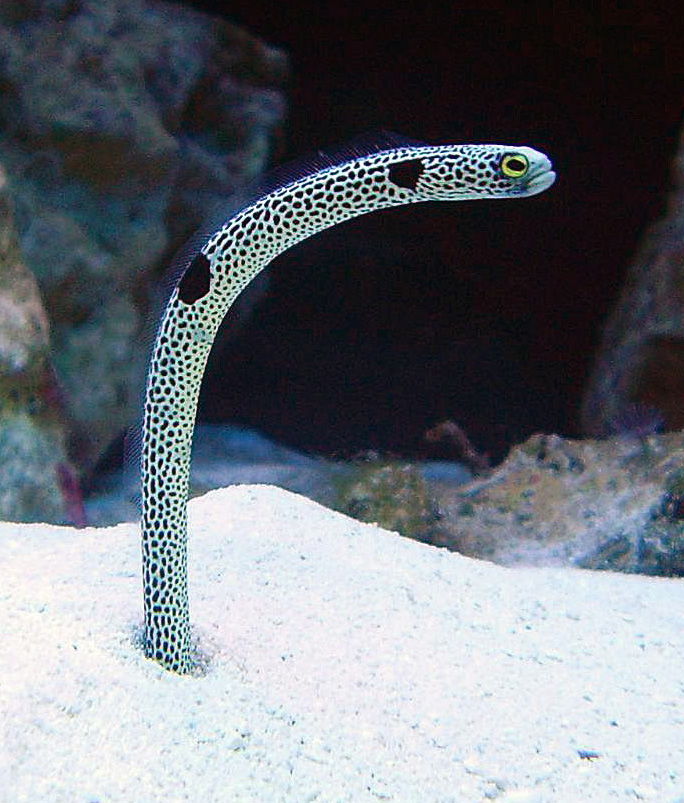
H. hassi (Idem pour les 7 photos suivantes)
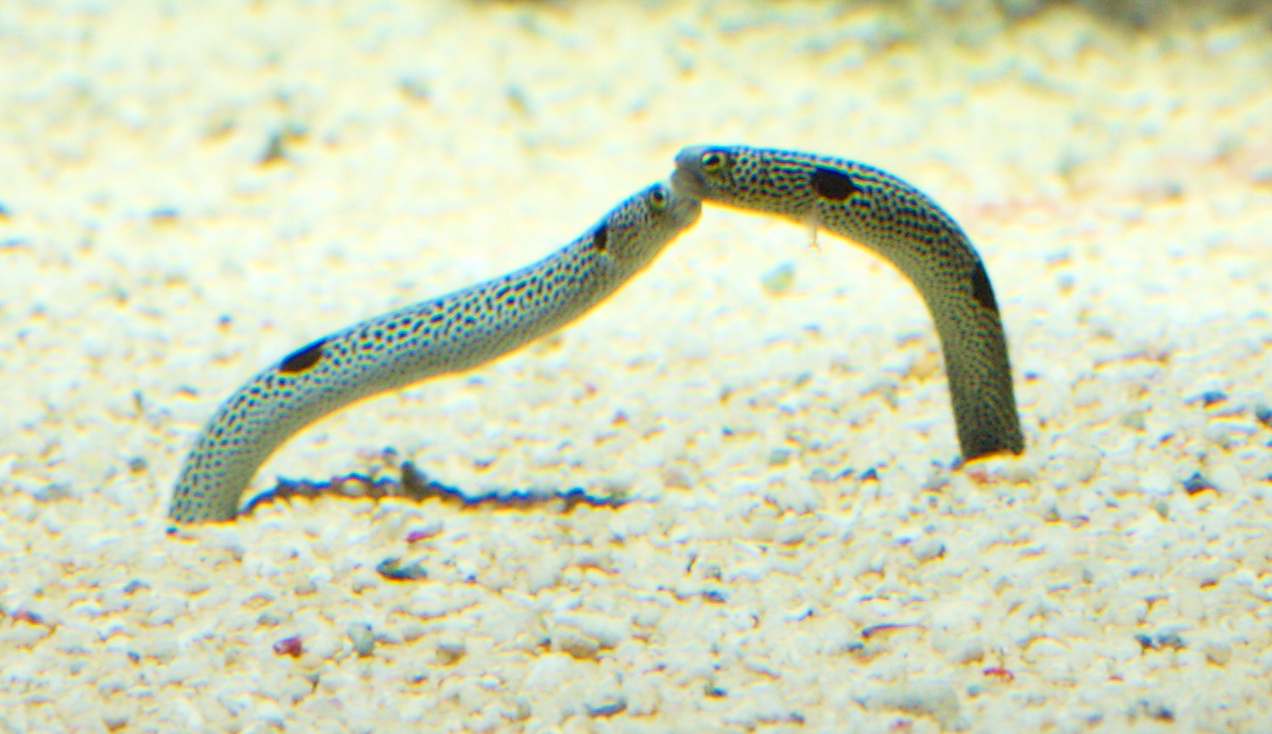
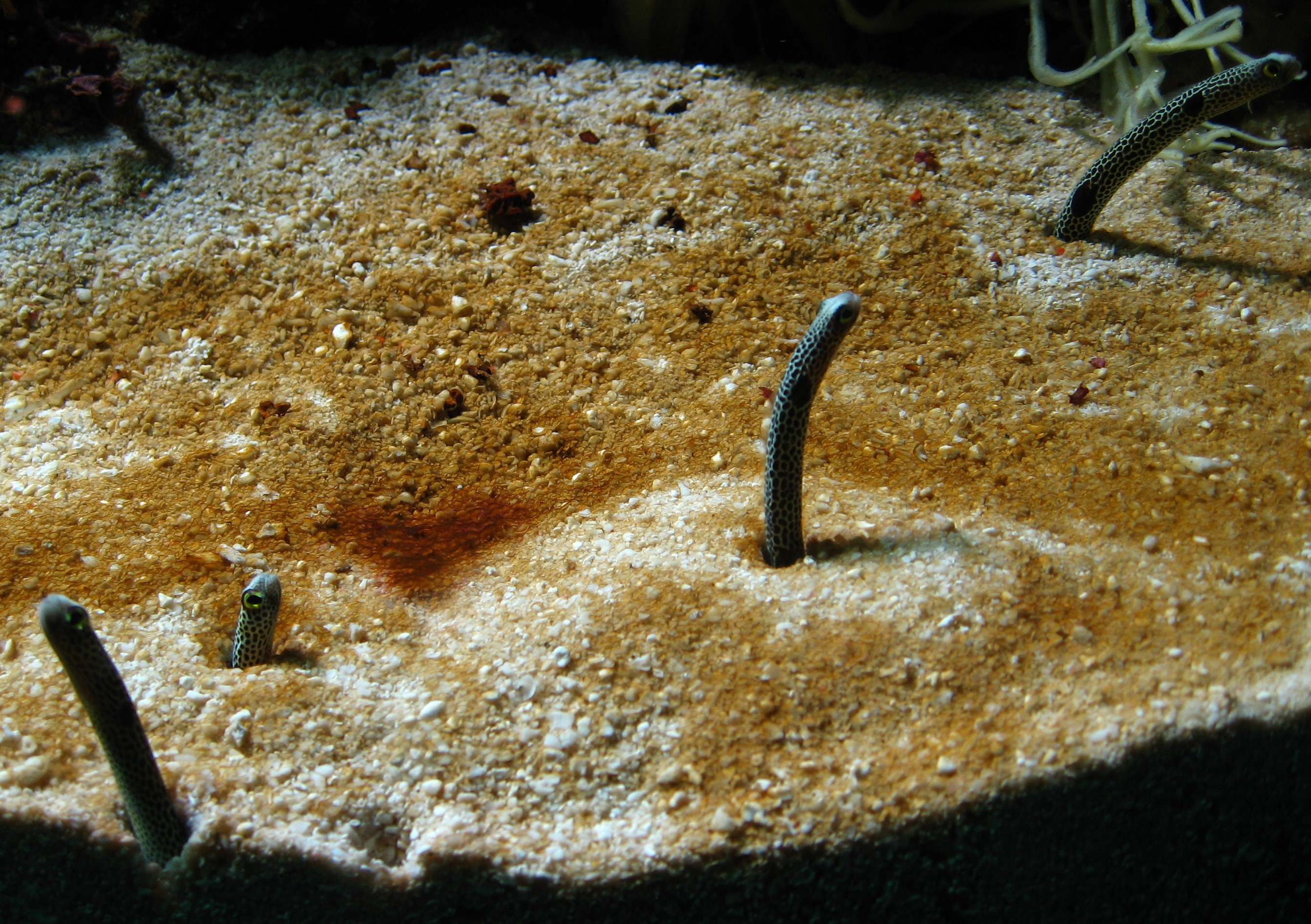
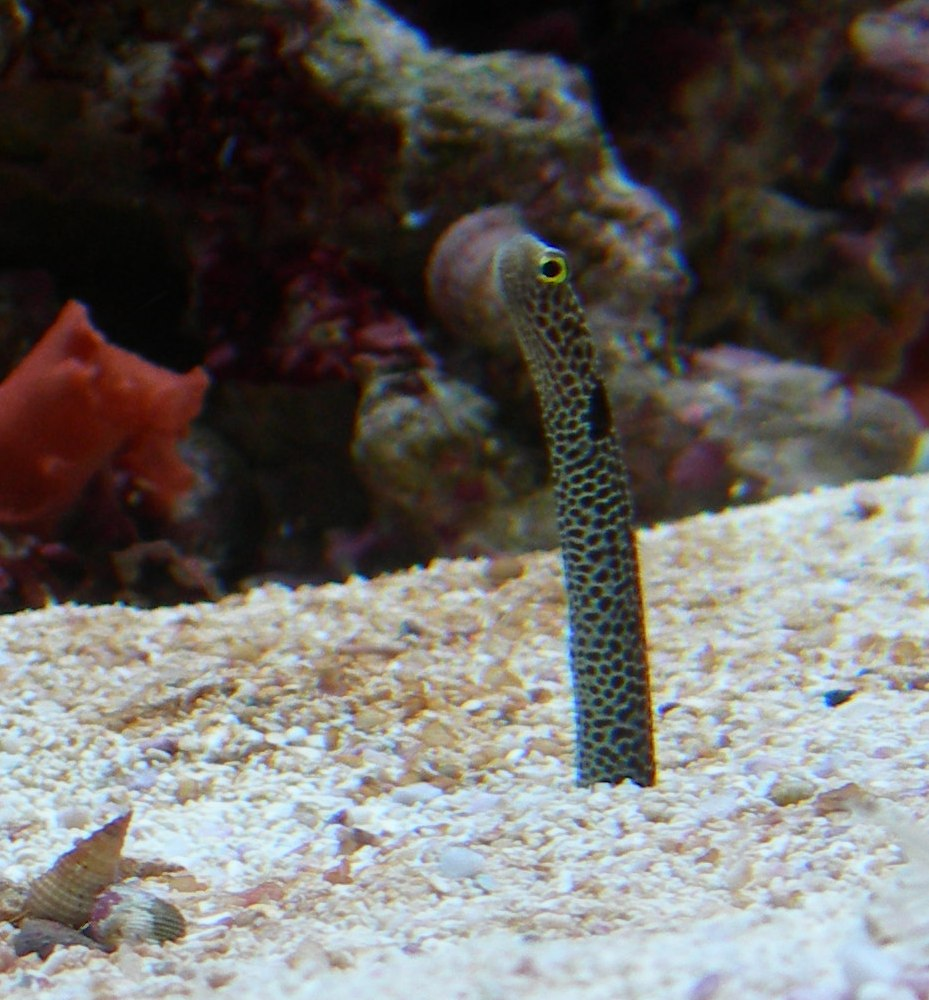
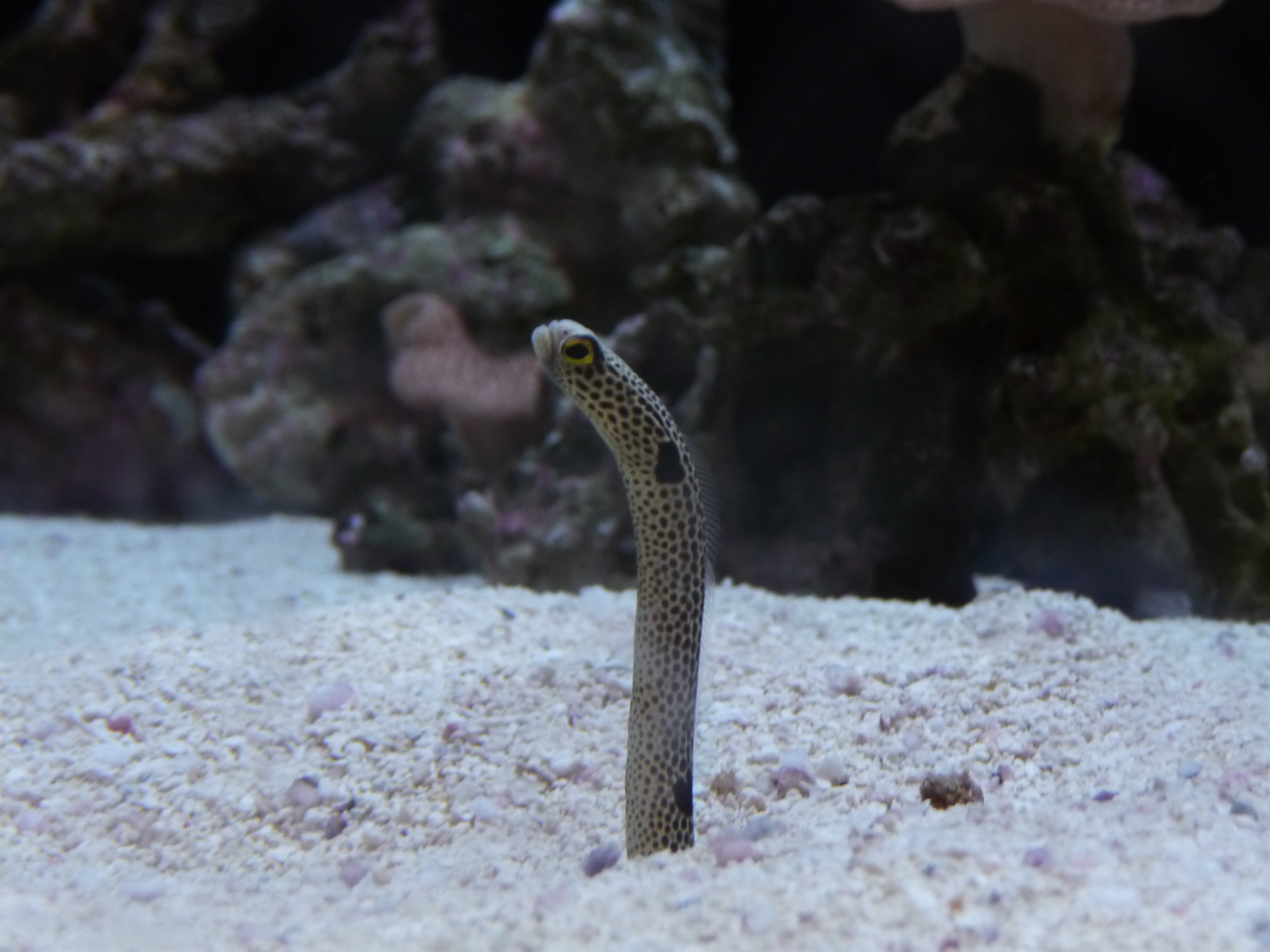
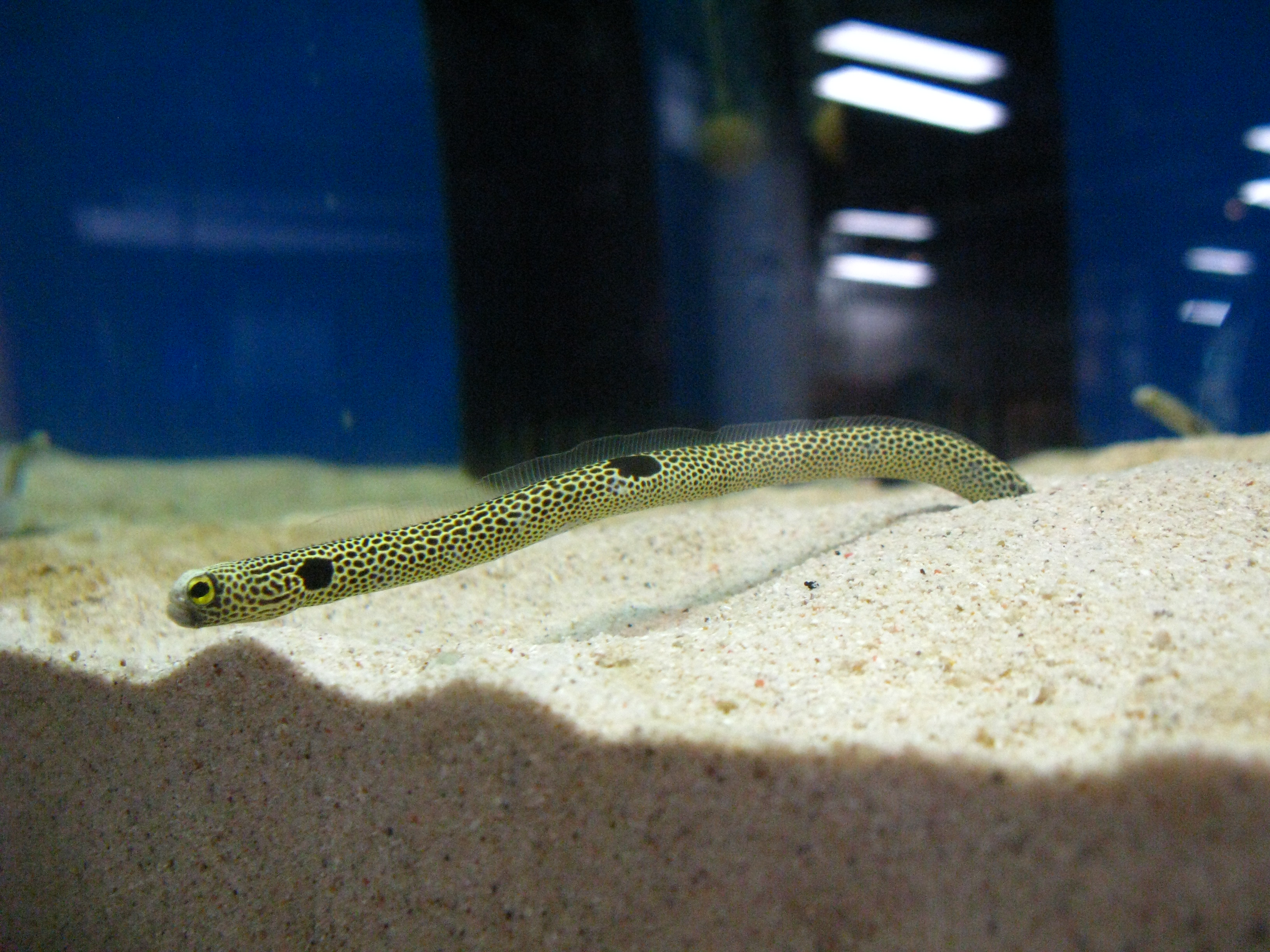
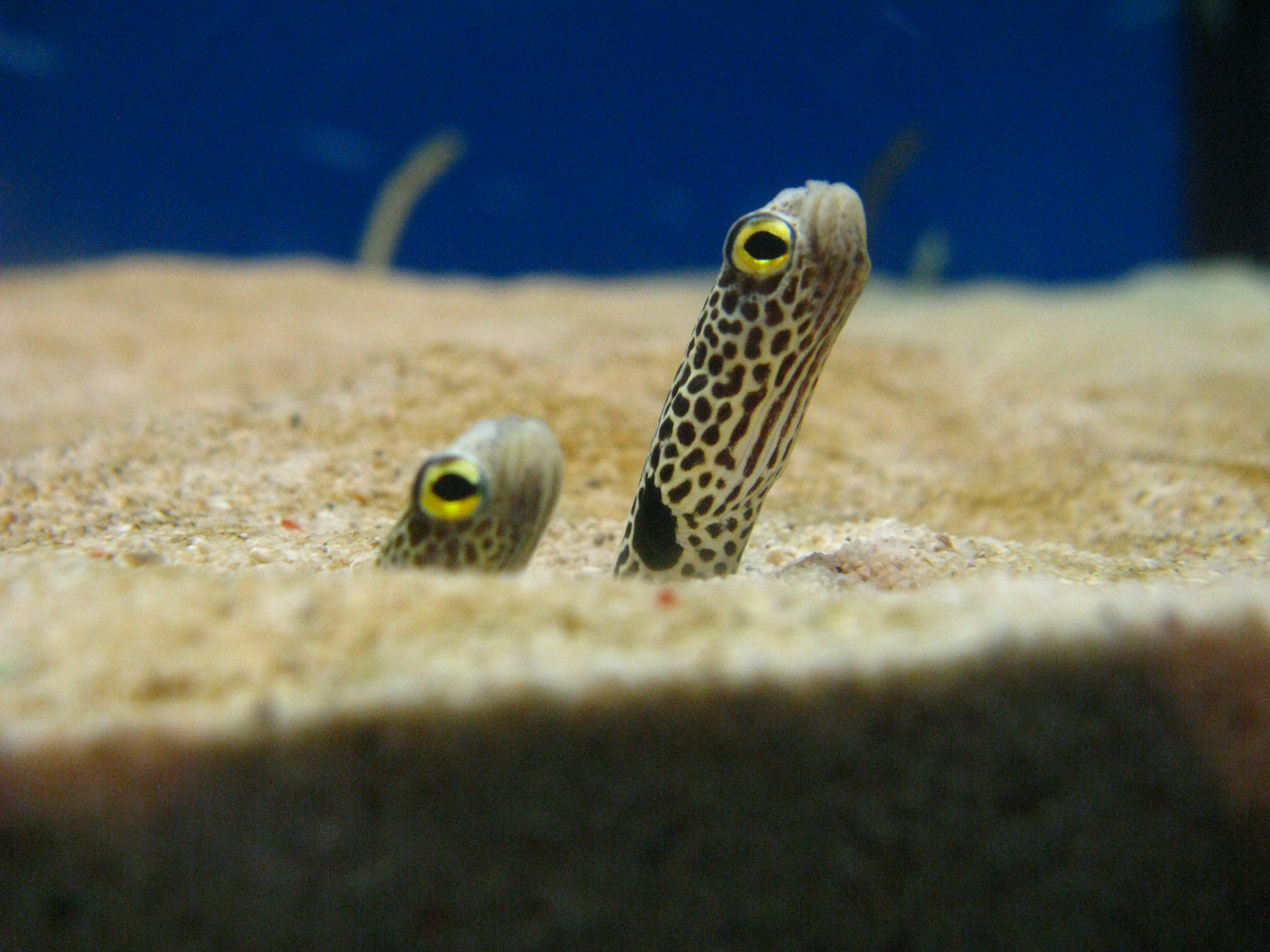
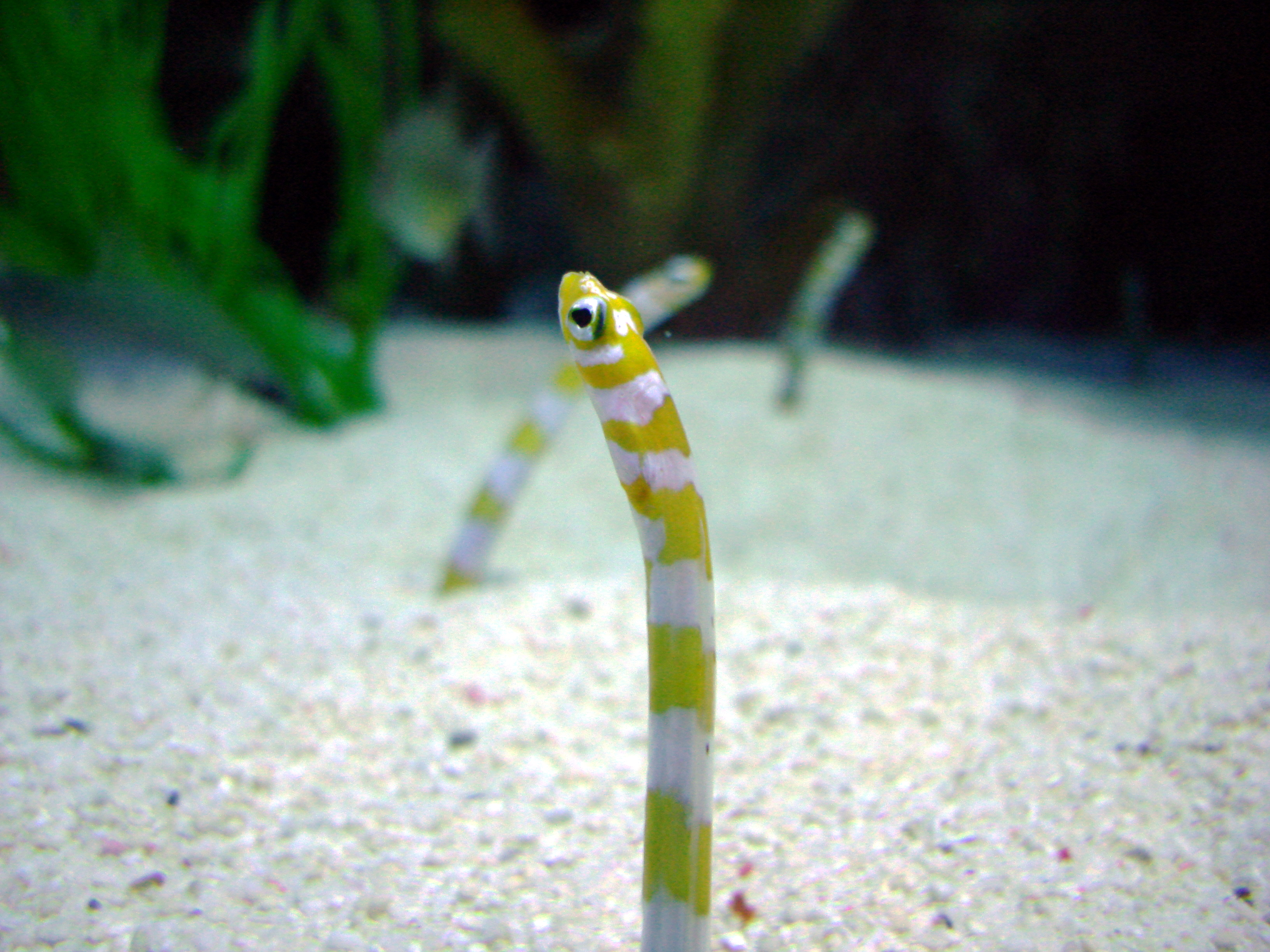
Une espèce du genre Gorgasia : G. preclara
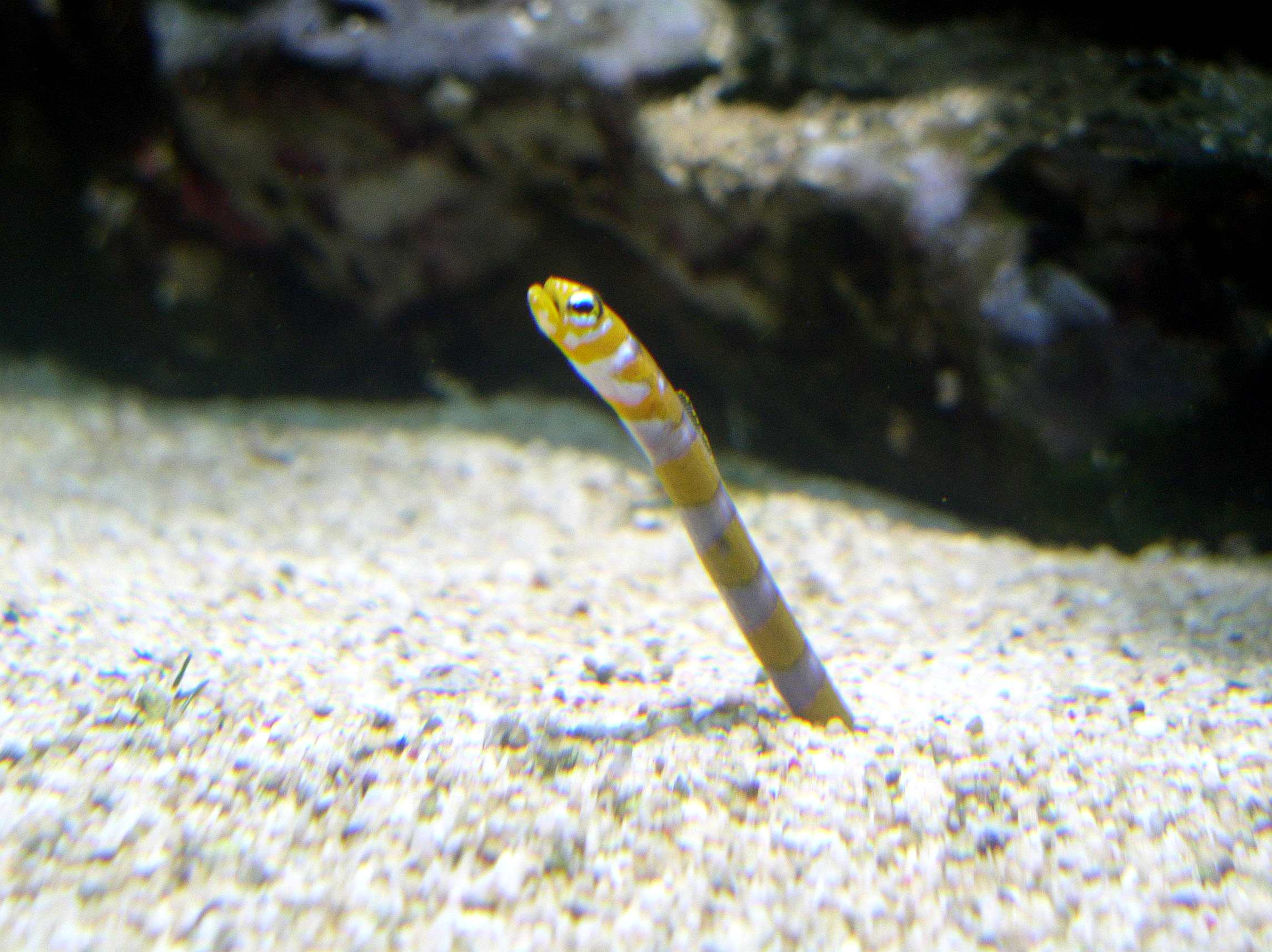
Idem